# Андрій Первозваний
Апо́стол Андрі́й (грец. Ανδρέας, лат. Andreas; 6 до н. е. — 30 листопада 60 н. е.) — у християнстві один із дванадцяти апостолів Господа Ісуса Христа. Перший єпископ Візантійський (до 38 року). Згадується у Новому Заповіті. Народився у Віфсаїді, Сирія, Римська імперія. Син рибалки Йони. До зустрічі з Ісусом займався рибальством разом із братом Петром. Супроводжував Господа на проповідях як один із найближчих учнів; був присутній на Святій Вечері, Розп'ятті та Воскресінні. Разом із іншими учнями прийняв Святого Духа під час П'ятидесятниці. Проповідував християнство на сході Римської імперії (в Каппадокії, Галатії, Бітинії, Фракії, Македонії, Тессалоніках, Ахаї тощо). Точних відомостей про діяльність немає. Ймовірно, був місіонером у скіфських землях. Страчений в Патрах за правління імператора Нерона. Згідно з середньовічним переказом XIV століття, помер, прив'язаний до Х-подібного хреста, із яким зображується в іконографії. 357 року мощі Андрія перенесли з Патри до Константинополя; в ХІІІ столітті їх вивезли до італійського міста Амальфі. У православній традиції наступники Андрія вважаються Константинопольськими патріархами. За середньовічною давньоукраїнською легендою він проповідував на українських теренах, передбачивши появу Києва. Вшановується у всіх християнських церквах як святий і мученик. День пам'яті — 30 листопада. Патрон України та Шотландії. Прізвисько у східній традиції — Первозва́ний (грец. Πρωτόκλητος, Prōtoklētos; лат. Primus Vocatus, через те, що Ісус першим покликав його до себе в учні). Також — святи́й Андрі́й.

## Біографія

### Євангелія
Апостол Андрій згаданий в списках апостолів у Євангелії від Матвія (Мт. 10:2), Марка (Мк. 3:18), Луки (Лк. 6:14), а також у Діяннях Апостолів (Дії 1:13). Андрій був рідним братом апостола Петра, рибалка, як і Петро. Апостол народився у Віфсаїді, місті на північному березі Галілейського озера.
З історії покликання апостолів Андрій став першим з покликаних учнів Христа, у зв'язку з чим цього апостола часто називають Первозваним. Згідно з Євангелієм від Матвія (Мт. 4:18–19) та від Марка (Мк. 1:16–18) покликання Андрія та Петра відбулося поблизу Галілейського озера. Апостол Іван у Євангелії від Йоана описує покликання Андрія, що відбулося близько Йордану, відразу після хрещення Ісуса (Ів. 1:35–40). Згідно з цим оповіданню апостол Андрій був спочатку учнем Івана Хрестителя та пішов за Ісусом із ще одним, неназваним учнем, хоча вказівка на пору дня у Євангелії від Івана непрямо вказує на свідка цієї події, цього другого учня Івана Хрестителя — апостола Івана (Ів. 1:39). Коли Андрій зустрів свого брата Симона, то привів його до Ісуса. На сторінках Євангелія від Івана Андрій з'являється ще двічі — він веде діалог з Ісусом про хліб і рибу перед дивом насичення п'яти тисяч людей (Ів. 6:8–9) і разом з апостолом Пилипом приводить до Ісуса греків, які хотіли Його побачити (Ів. 12:20–22).

### Передання
Апостол Андрій, як і його брат апостол Петро ловили рибу на Галілейському озері, коли Ісус Христос покликав їх за собою. Як розповідає євангеліст Іоанн, Андрій був одним із учнів Іоанна Хрестителя і ще раніше свого брата був призваний Ісусом на Йордані. Тому Андрія і назвали Первозваним. Апостол разом зі своїм братом Симоном та братами Зеведеєвими був найближчим учнем Христа.
За пізнішими переказами Андрій був апостолом в Константинополі, де він висвятив першого єпископа Стахія.

#### У Скіфії
Андрія Первозваного вважають першим благовісником Євангелія Христового на землях України. Коли після зішестя Святого Духа апостоли кидали жереб, вирішуючи, куди кому йти проповідувати Христову віру, йому випала Скіфія, тобто землі сучасної України. Про благовіст апостола свідчать такі давні християнські письменники, як Іполіт Римський (III ст), церковний історик Євсевій Кесарійський (IV ст.) та інші.
У стародавньому літописі «Повість минулих літ» розповідається про подорож Андрія по українських землях:
Дніпро впадає у Понтійське море; море це звуть Руським. Уздовж його берегів навчав, як кажуть, святий Андрій, брат Петра. Коли Андрій навчав у Синопі і прийшов до Корсуня, він довідався, що від Корсуня недалеко гирло Дніпрове. І прибув він до гирла Дніпрового, а звідти вирушив угору по Дніпру. І сталося, що він прибув і зупинився під горами на березі. А ранком, вставши, промовив він до учнів, що були з ним: «Бачите ви гори ці? На горах цих засяє благодать Божа, буде місто велике і багато церков здвигне тут Бог». І піднявся він на гори ці, благословив їх, помолився Богу і зійшов з гори цієї, де пізніше виріс Київ.
Апостол привіз до Скіфії реліквії, навколо яких торувалась віра. За переказами, у Києві він залишив наперсний хрест, а в інших місцях — обітні. Літопис не має підтвердження в інших історичних пам'ятках, тому деякі вчені схильні вважати його легендою. Але це не завадило вважати Андрія Первозваного основоположником Церкви Христової в Україні.
Київський собор 1621 року, в часи відродження Української православної церкви після Унії, ствердив апостольське походження християнства на українських землях. У соборній постанові сказано:
Святий Апостол Андрій — перший архієпископ Константинопольський, патріарх Вселенський і Апостол Український. На київських горах стояли ноги його, і очі його Україну бачили, а уста благословляли, і насіння віри він у нас насадив. Воістину Україна нічим не менша від інших східних народів, бо і в ній проповідував Апостол.

#### Апокрифи

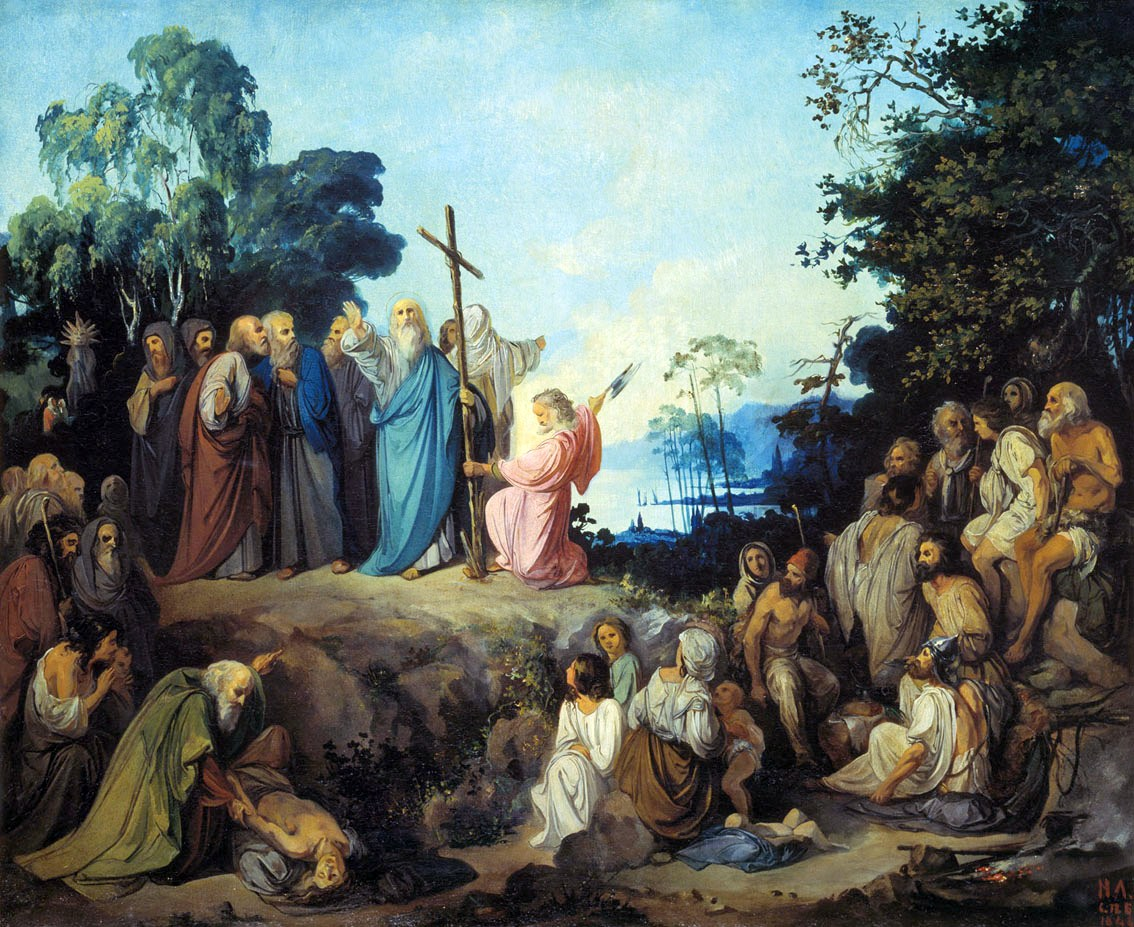
Хрещення апостолом Андрієм Скіфії, полянської землі на картині Миколи Ломтєва

Збирання відомостей про місію апостола до Скіфії розпочалось багато століть тому. Святитель Климент Римський (І ст.) та автор слов'янської писемності Кирило (Костянтин Філософ) вивчали відомості про перебування апостола в Криму. Монахи Єпіфаній та Іаків, маючи як початкові джерела твори Климента Римського, Євагрія Сицилійського та Єпіфанія Кіпрського, обійшли чорноморське узбережжя і зібрали перекази про проповіді Андрія. Михаїл VII Дука писав великому князеві Всеволоду Ярославовичу про місію Святого Андрія:
Священні писання і оригінальні історичні книги переконують мене, що наші держави мають одне походження і спільні корені, що одне і те ж спасительське слово дійшло до нас обох і ті ж самі свідки і предтечі божественної тайни принесли нам обом слово Євангелія.
Дочка Всеволода Янка спеціально відвідала Константинополь, щоб зібрати відомості про проповіді апостола. Сучасні вчені дійшли висновку, що Святий Андрій мандрував Скіфією від 10 до 20 років.
Під назвою «Діяння Андрія» збереглись грецькою та латинською мовами апокрифічна історія апостолів, відома ще Євсевію. Автором історії був гностик Харін. Крім того, збереглись уривки грецькою мовою «Діяння Андрія і Матвія між людожерами», «Діяння Петра і Андрія» і «Мартиролог» (лат. Martyrium). Всі вони надруковані Тішендорфом у «Acta apostolorum apocrypha» (1851), а також у додатку до «Apocalipses apocryphae» (1866). У латинській редакції «Virtutes Andreae», що розповідає про всі мандрівки апостола від Понта до Греції, а також «Passi Andreae» видані у Кельні 1531 року і увійшли також у збірку Абдівса.

#### Легенди
Як розповідає легенда, записана в селі Головківка:
Святий апостол та його учні, пройшовши спекотними шляхами Дикого поля, наближалися до Холодного Яру. Вийшли вони на найвище місце, з якого вже й Дніпро-Борисфен виднівся, та й зупинилися відпочити і помилуватись краєвидом цього місця райського. А літо на той час спекотне було, що й річки пересихали. Та не носив із собою Святий Андрій Первозваний баклажки з водою. Було як захочуть люди води попити, то вдарить Андрій Первозваний своїм посохом об землю, з того місця і потече джерело з холодною та смачною водою. До того ж вода у такому джерелі була ще й цілющою, бо Бог давав ту воду святу. Ось і цього разу вдарив Святий апостол посохом і потекла з-під кручі жива вода. Стали люди селитись поряд з джерелом і примічати, що коли поп'є хвора людина води з джерела, то одужує, до життя повертається. З того часу і почали його називати «Живуном».

### Мучеництво
Наприкінці своєї подорожі апостол з берегів Понту через Пропонтиду перейшов до Фракії, а потім до Греції. Вірний своєму імені, що грецькою означає «мужність», Андрій прийняв муки ради Христа. У місті Патри він був розіп'ятий при римському імператорі Нероні у 77 році за наказом проконсула Егея (Егеата) на Х-подібному андріївському хресті.

## Реліквії
У Синопі, ще у IX ст., як свідчать письмові джерела, показували кафедру апостола Андрія із чорного каміння.
Як стверджують, у Києві в Успенському соборі Києво-Печерської лаври віками зберігався пояс Андрія. Його довжина була одиницею вимірювання для зодчих майже до XVII ст. У Криму поблизу Фіолента (Севастополь), на місці, де Андрій влаштував печерну церкву, пізніше виник Балаклавський монастир.
У Пантелеймоновому монастирі на Афоні (Греція) зберігається священна реліквія — стопа Святого апостола. Самі ж мощі були перенесені в Константинополь у 357 році, у храм святих апостолів. Але 1208 року хрестоносці забрали частку їх до Італії, в місто Амальфі. У Трирському соборі зберігається сандаля та цвях апостола Андрія. Частина мощей Святого Андрія зберігаються у кафедральному соборі в Мантуї.
За легендою, у VIII столітті мощі апостола Андрія були перевезені до Шотландії ченцем Регулусом і поміщені в кафедральний собор Сент-Ендрюса, міста, яке було названо на честь апостола і стало церковною столицею Шотландського королівства.
Після падіння в 1453 році Константинополя молодший брат останнього візантійського імператора Костянтина XI Палеолога Фома втік зрештою до Італії, прихопивши з собою забальзамовану голову святого апостола Андрія. 7 березня 1461 року його було з почестями прийнято в Римі, де він вручив папі Пію II голову святого Апостола. За тиждень папа віддячив Фомі, нагородивши його орденом Золотої троянди.

## Вшанування пам'яті
Пам'ять святого апостола Андрія церква вшановує 30 листопада.
- У пам'ять Андрія Первозваного в Києві, на тому місці, де апостол поставив перший хрест, 1212 року споруджено дерев'яну церкву Воздвиження Чесного Хреста Господнього.
- Зведена церква святого Андрія (1086).
- На одній із гір у Києві на Андріївському узвозі стоїть славетна Андріївська церква (собор Андрія Первозваного), збудована в середині XVIII століття (1747—1753).
- У місті Київ є площа Андрія Первозванного.
- У місті Покровськ є вулиця Андрія Первозванного.
- У місті Вінниця є вулиця Андрія Первозванного.
- У місті Кривий Ріг є вулиця Святоандріївська.
- У місті Нікополь є вулиця Свято-Андріївська.
- У місті Жмеринка вулицю Менделєєва перейменували на вулицю Андрія Первозваного.

## Канонізація
Канонізований ще першими християнами.

## Патрон
- Україна: вся країна.
- Шотландія: вся країна.
- Португалія:
  - муніципалітети: Віла-Нова-де-Пойареш, Мафра, Мезан-Фріу.
  - парафії: Барро, Жіан, Ежгейра, Ешкаріш, Моштейро, Ойш-ду-Байрру, Ферментелуш

## У художній літературі
Наталія Дзюбенко-Мейс. Роман «Андрій Первозваний» (1999).
Віктор Гребенюк. Трагедія «Андріївський хрест», глава з поетичного епосу «Діяння небожителів» (2011).

## Галерея

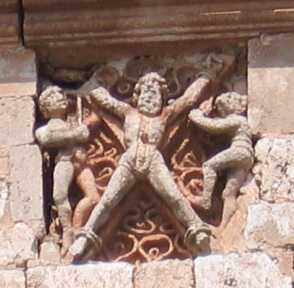
Розп'яття святого Андрія, XII століття, Пресенсіо, Церква святого Андрія
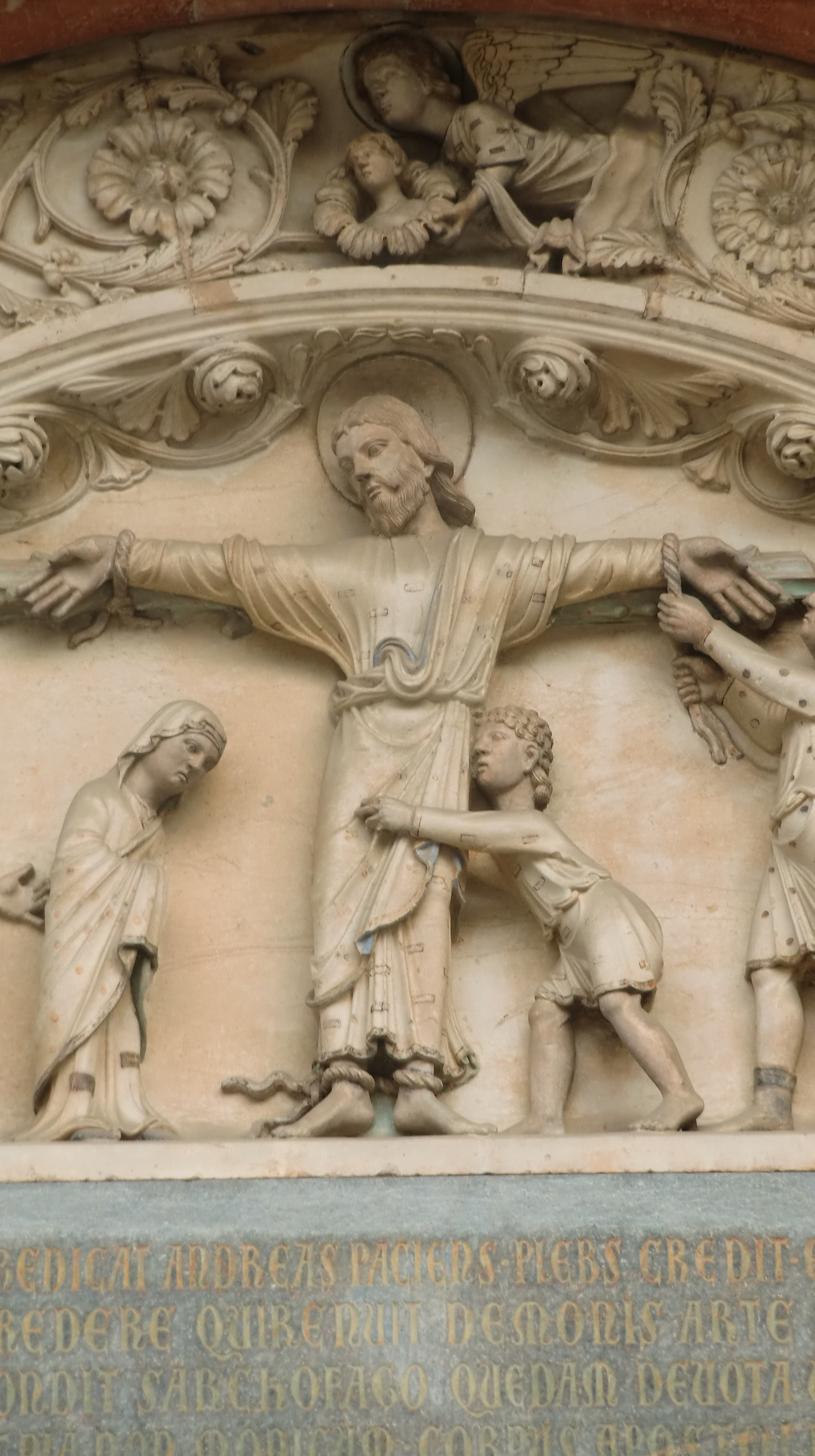
Бенедетто Антеламі, Мучеництво святого Андрія, Vercelli, Duomo
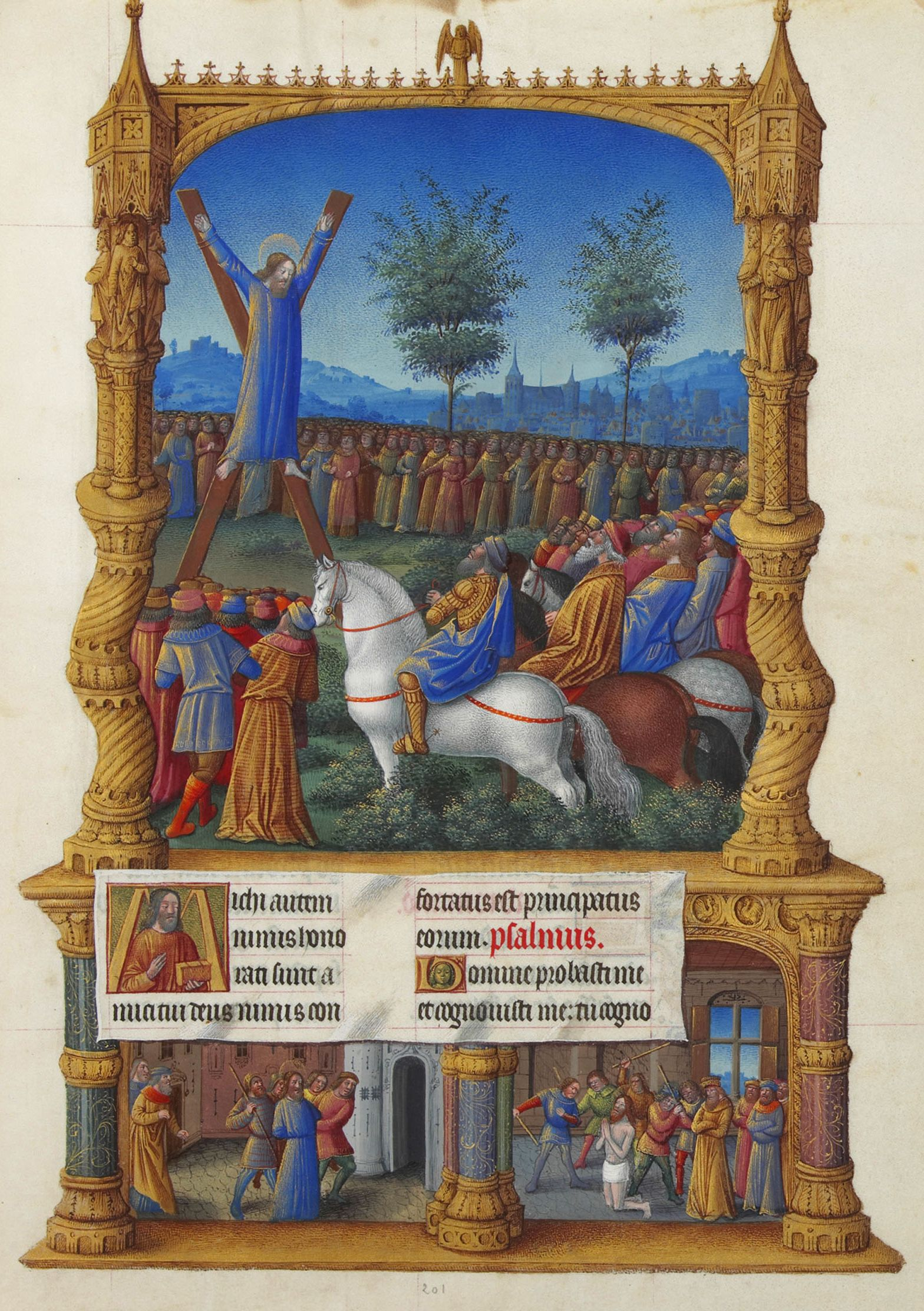
Брати Лімбурги, Мучеництво святого Андрія,  Les Très Riches Heures du duc de Berry, Шантійї, Musée Condé
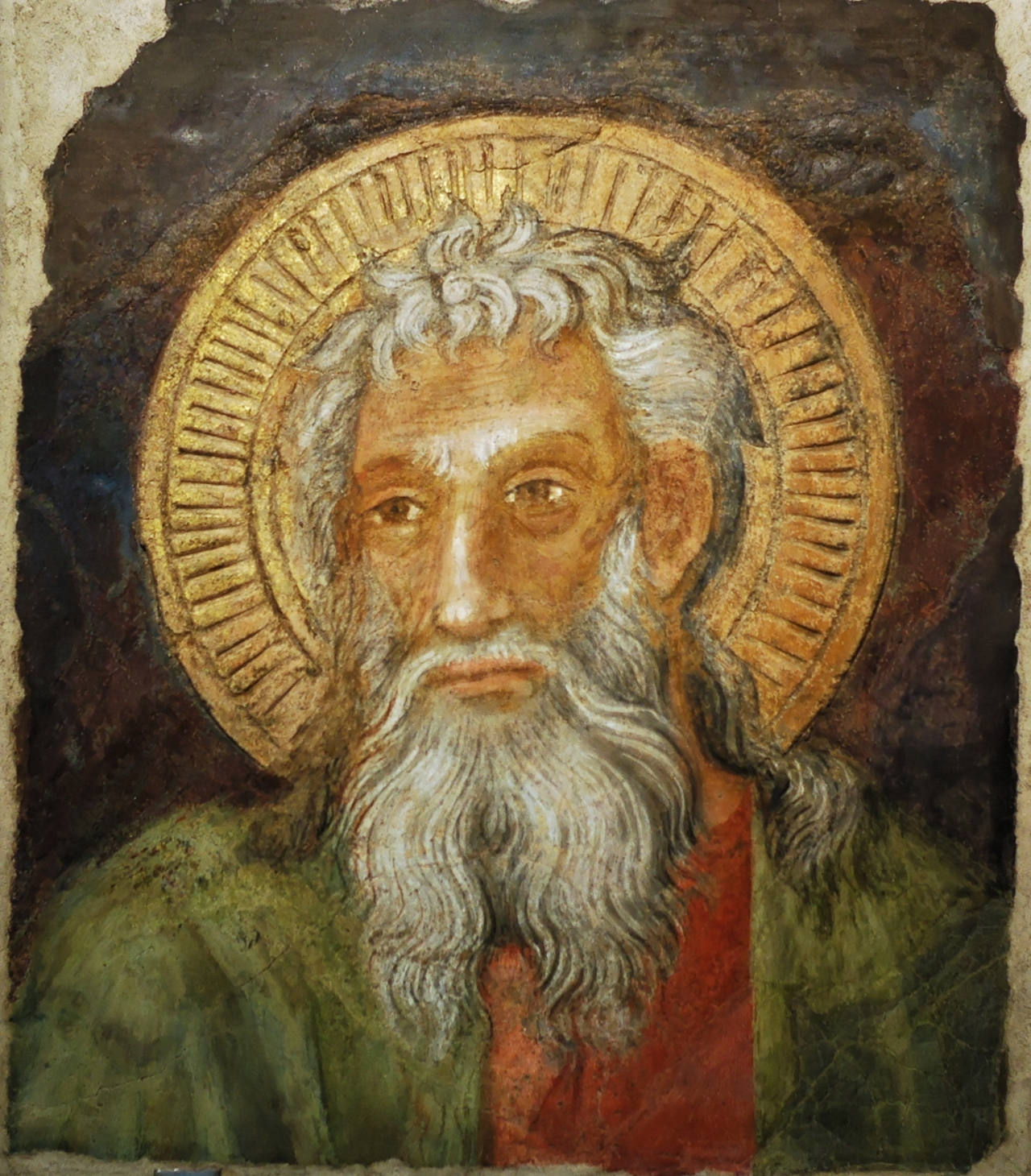
Ліппо д'Андреа, Святий Андрій, фрагмент фрески Duomo di Firenze
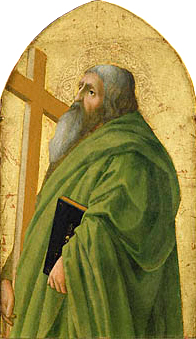
Масаччо, Святий Андрій (1426),  J. Paul Getty Museum
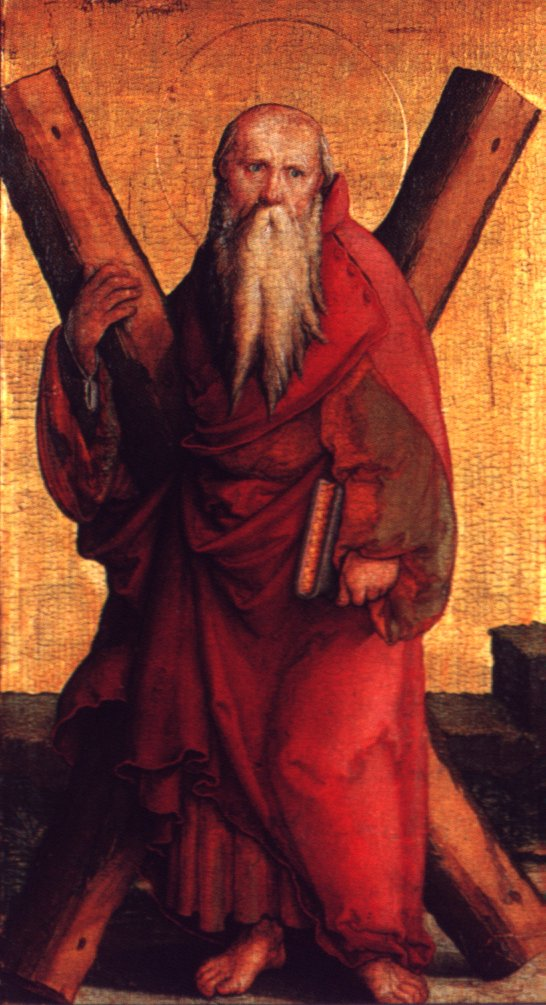
Майстар фон Мескірх, Святий Андрій (1530 c.), Донауешінґен, Збірка Фюрстенберга, Inv. Nr. 81-85
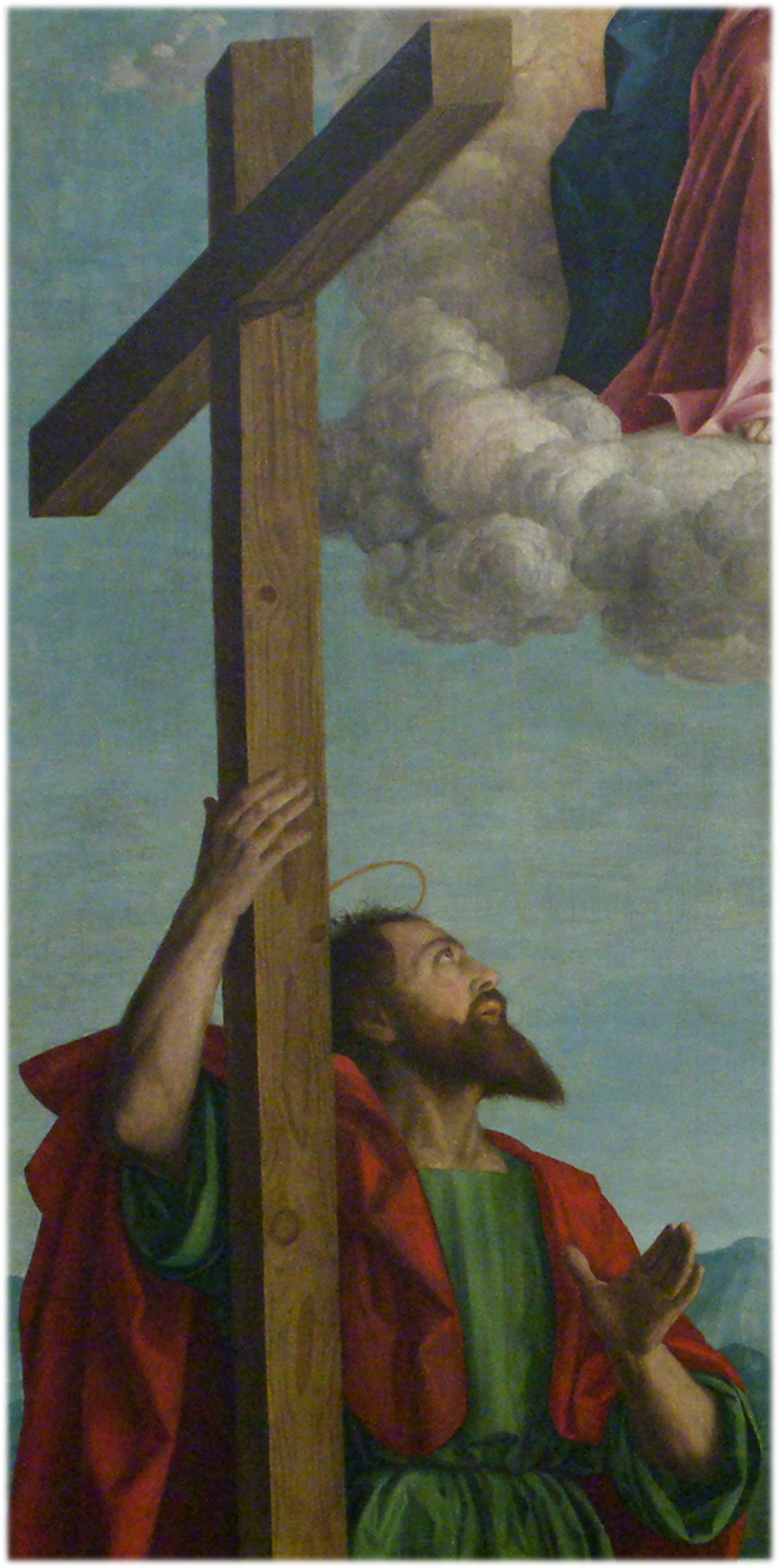
Джіроламо даі Лібрі, Деталь Мадонни, 1533, Музей Кастельвеккіо, Верона
Караваджо,   Мучеництво святого Андрія (1607), Музей мистецтв Клівленда
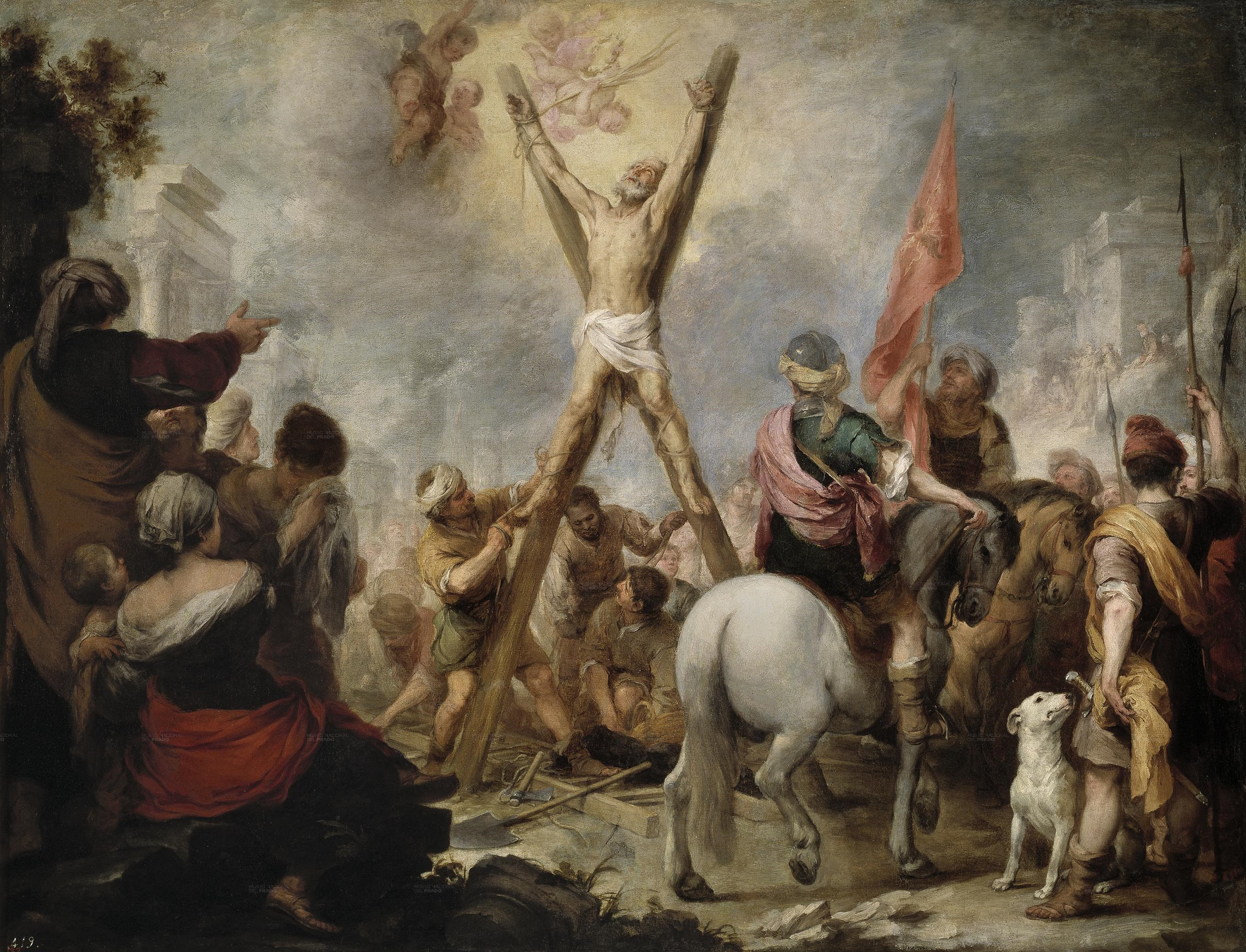
Бартоломео Естебан Мурільйо, Мучеництво святого Андрія, Мадрид, Національний музей Прадо
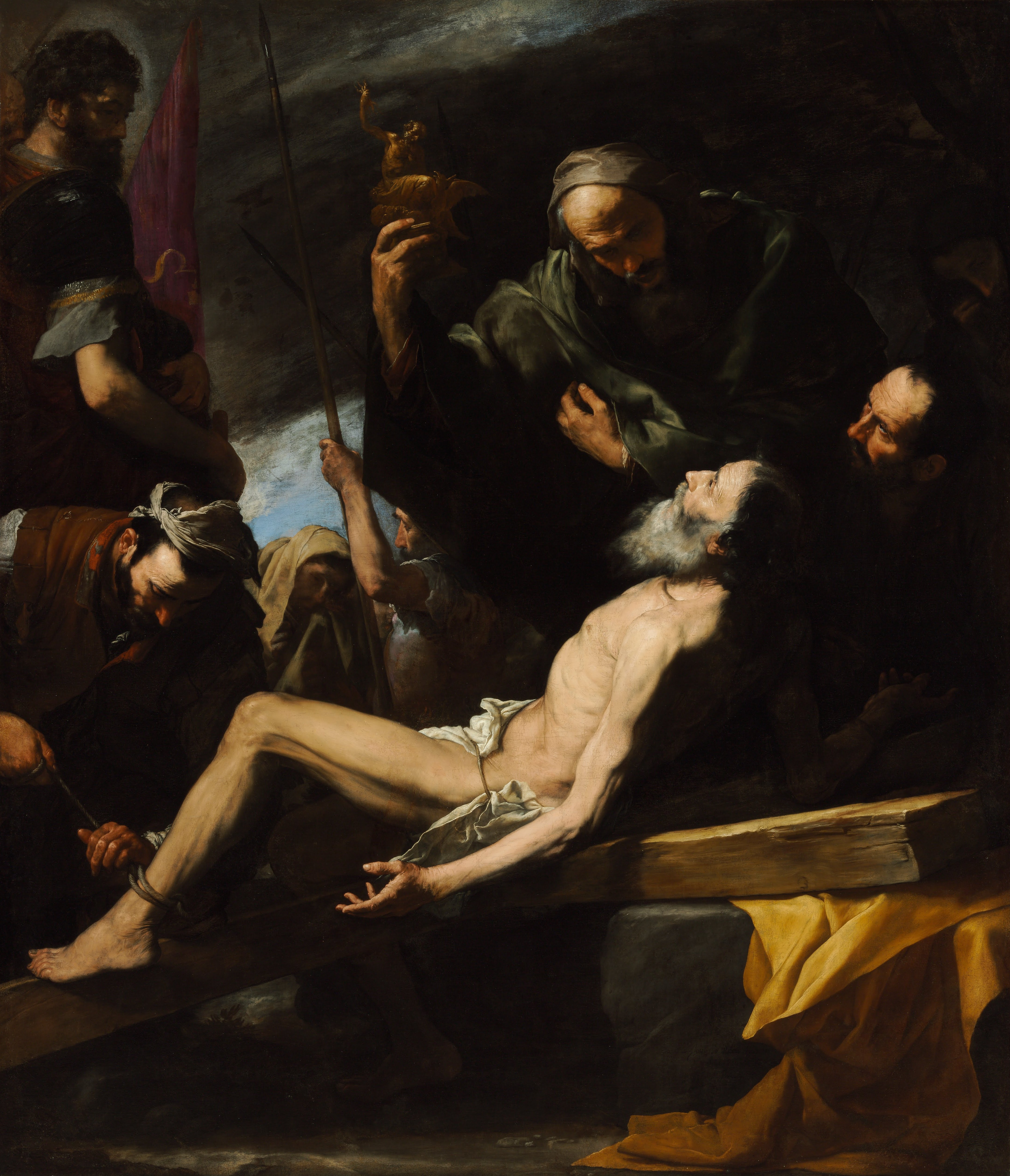
Хосе де Рібера, Мучеництво святого Андрія, 1628, Будапешт, Szépmüvészeti Múzeum
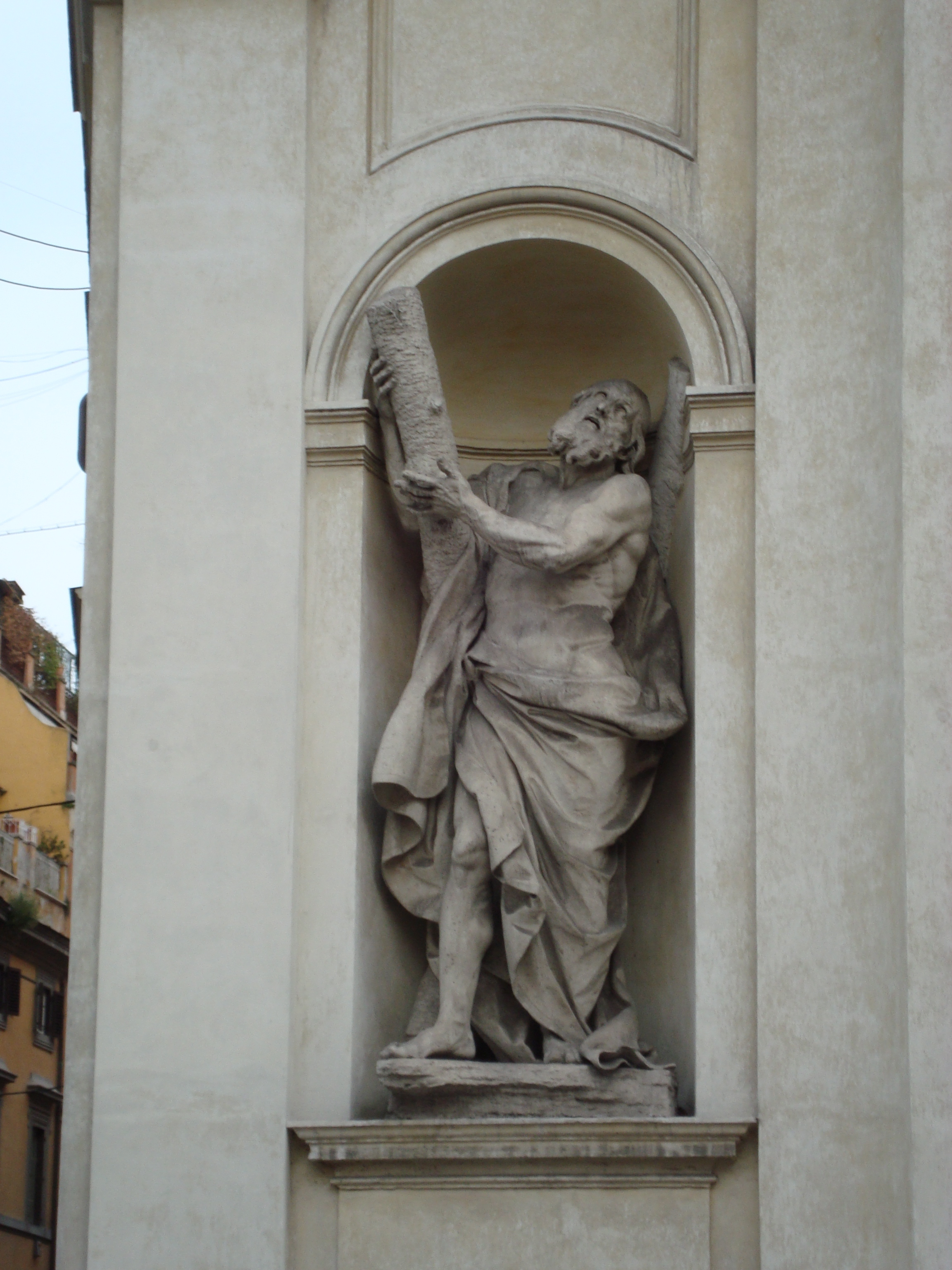
Статуя святого Андрія у Санті-Клаудіо-е-Андреа-дей-Бурґоні Рим
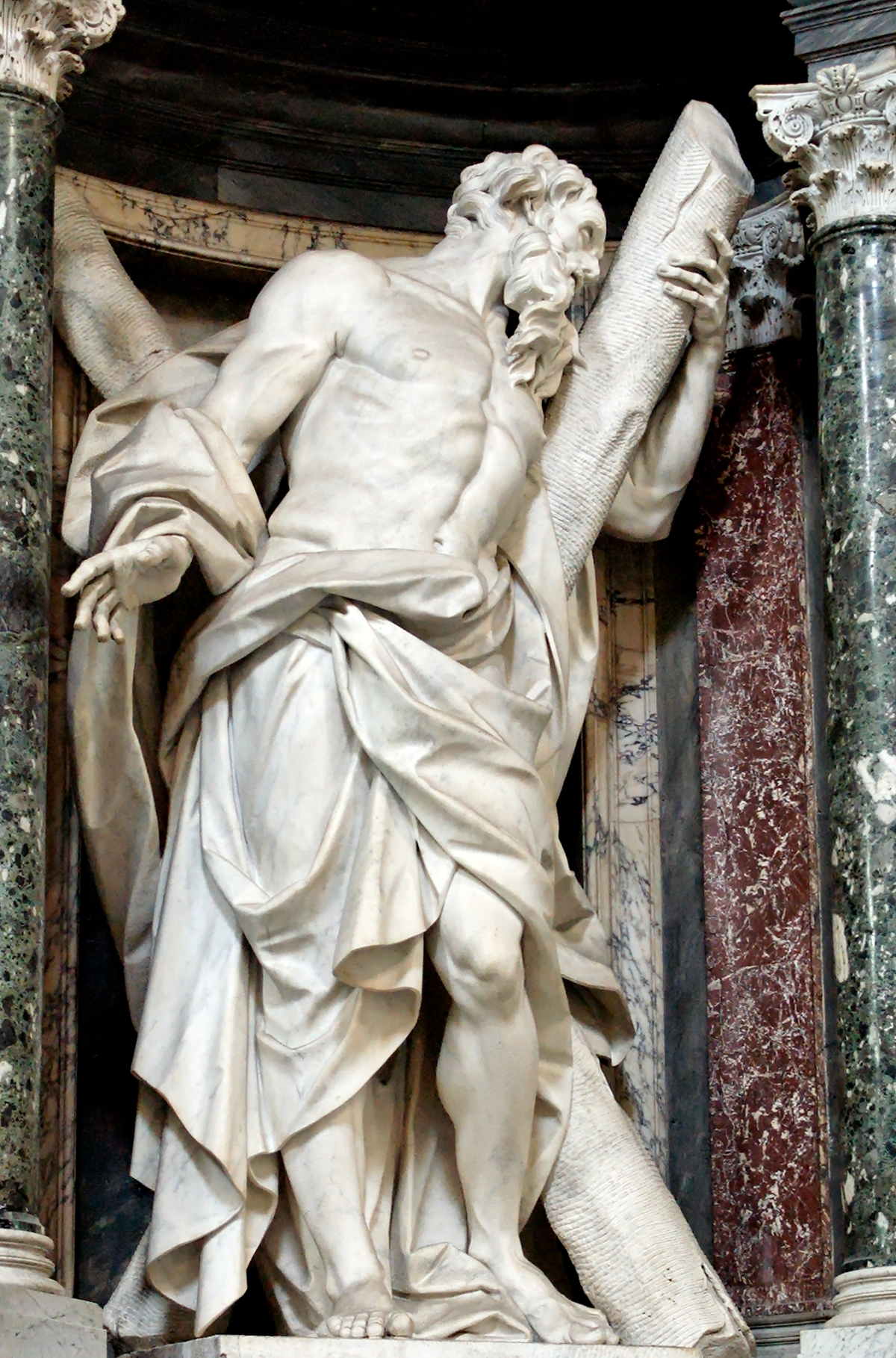
Камілло Русконі, Статуя святого Андрія Латеранській базиліці
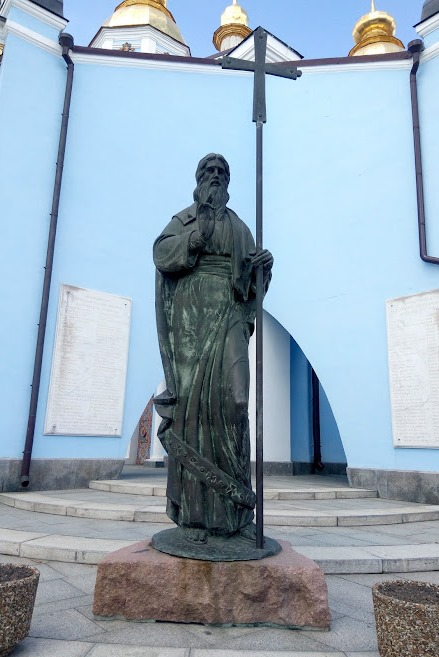
Пам'ятник Апостолу Андрію на території Михайлівського Золотоверхого монастиря в Києві
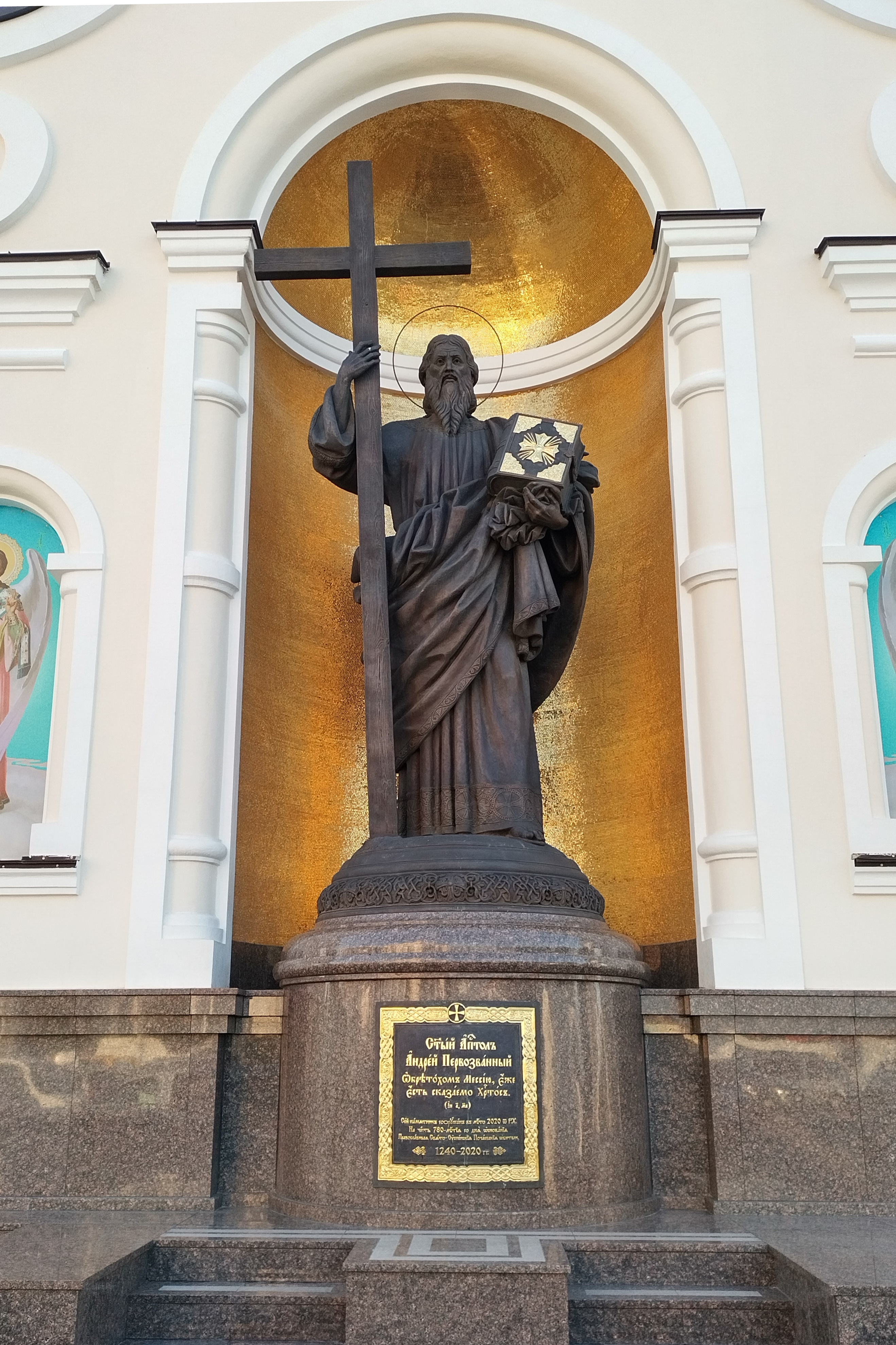
Пам'ятник Апостолу Андрію на території Почаївської Лаври
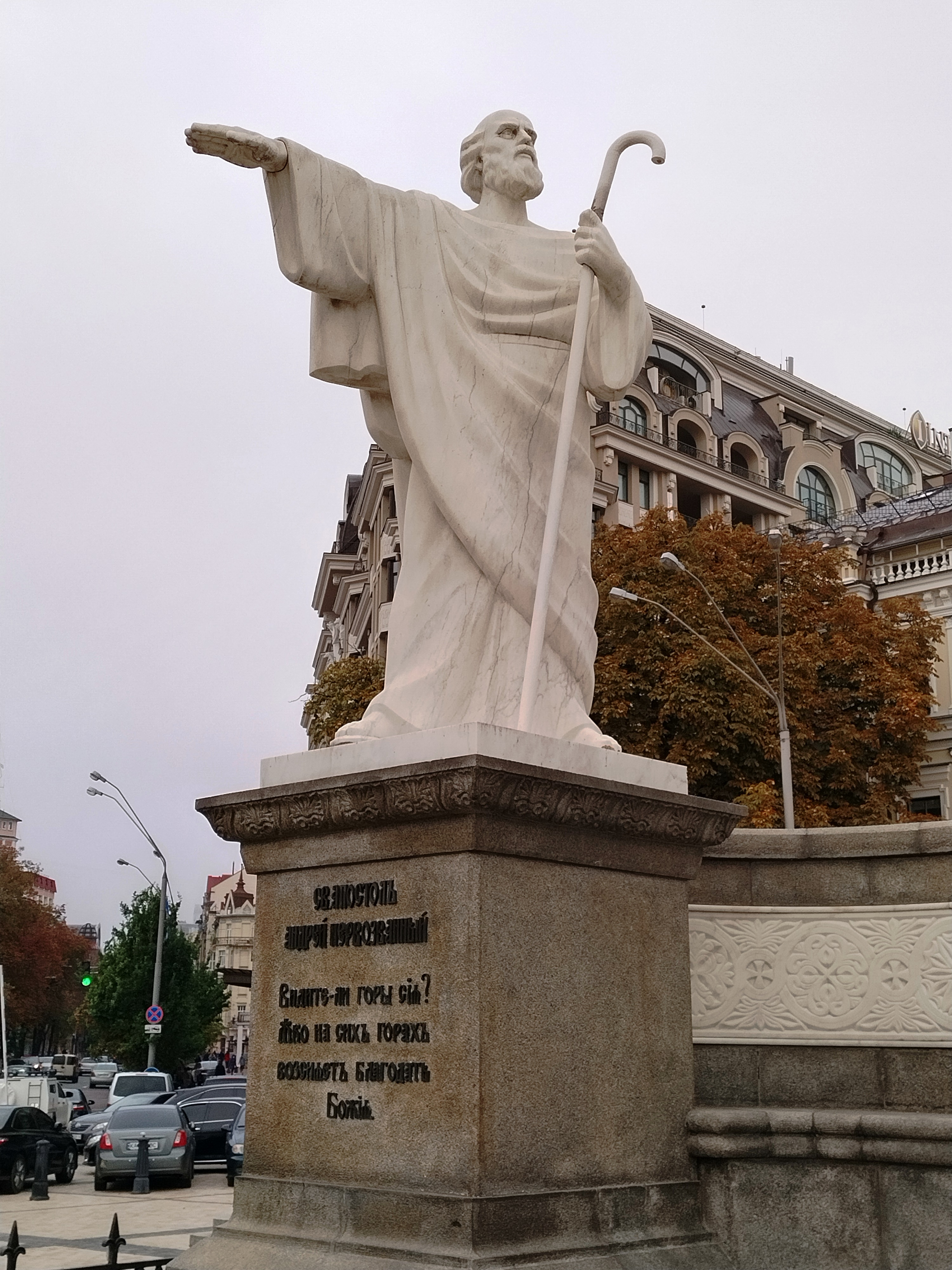
Пам'ятник Апостолу Андрію в Києві. На постаменті - цитата з літопису
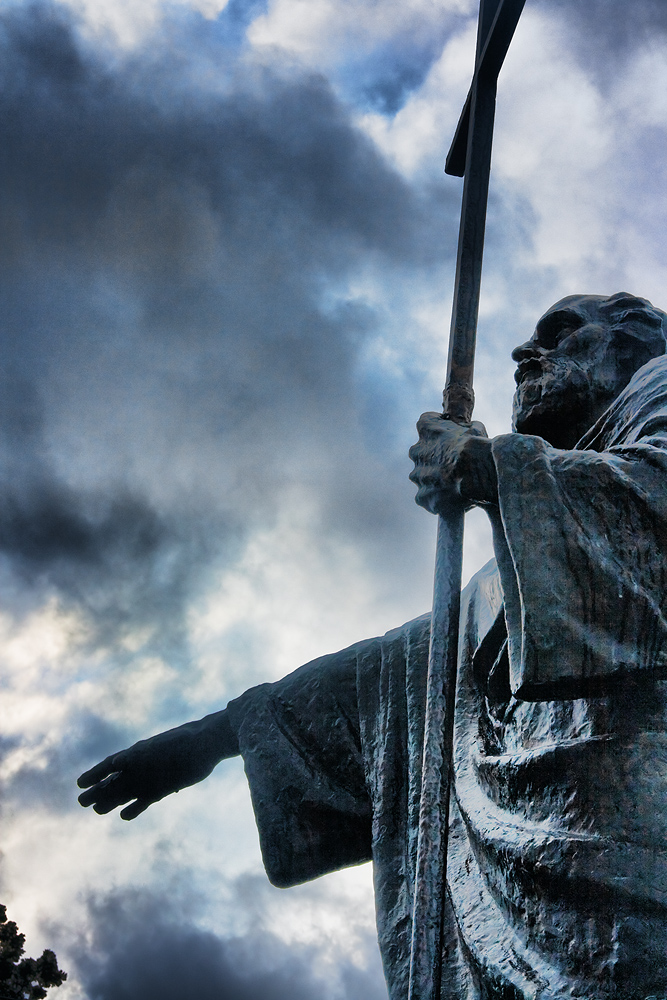
Пам'ятник Апостолу Андрію в Херсонесі
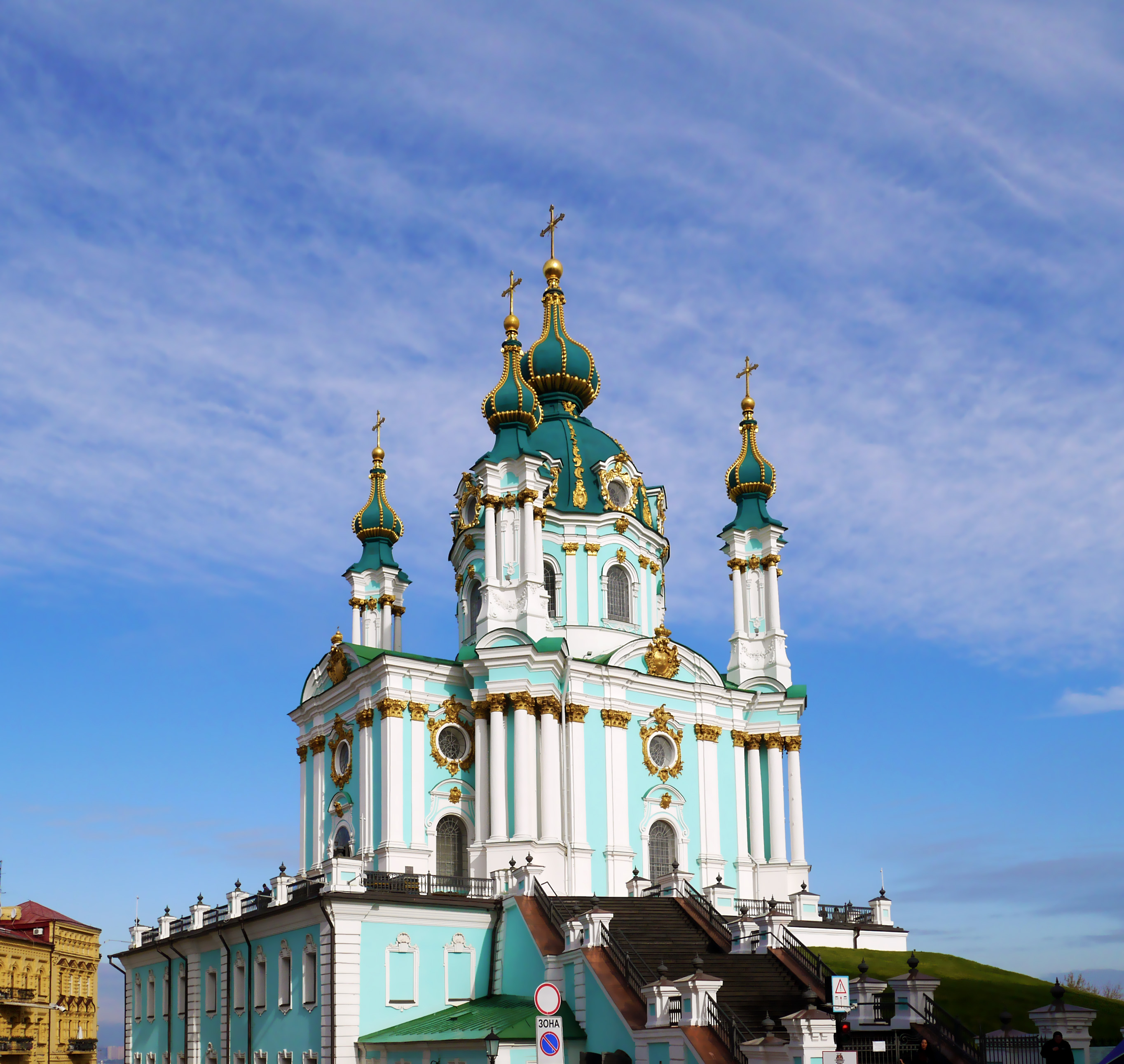
Андріївська церква у Києві

## Зауваження
1. ↑  Деякими православними церквами вшановується 30 листопада (13 грудня)  за юліанським календарем, зокрема Єрусалимською, Російською, Сербською, Грузинською, Польською і Македонською православними церквами.
2. ↑  Деякі православні церкви вшановують 30 листопада (13 грудня)  за юліанським календарем, зокрема Єрусалимською, Російською, Сербською, Грузинською, Польською і Македонською православними церквами.